# 內格魯大公鄉

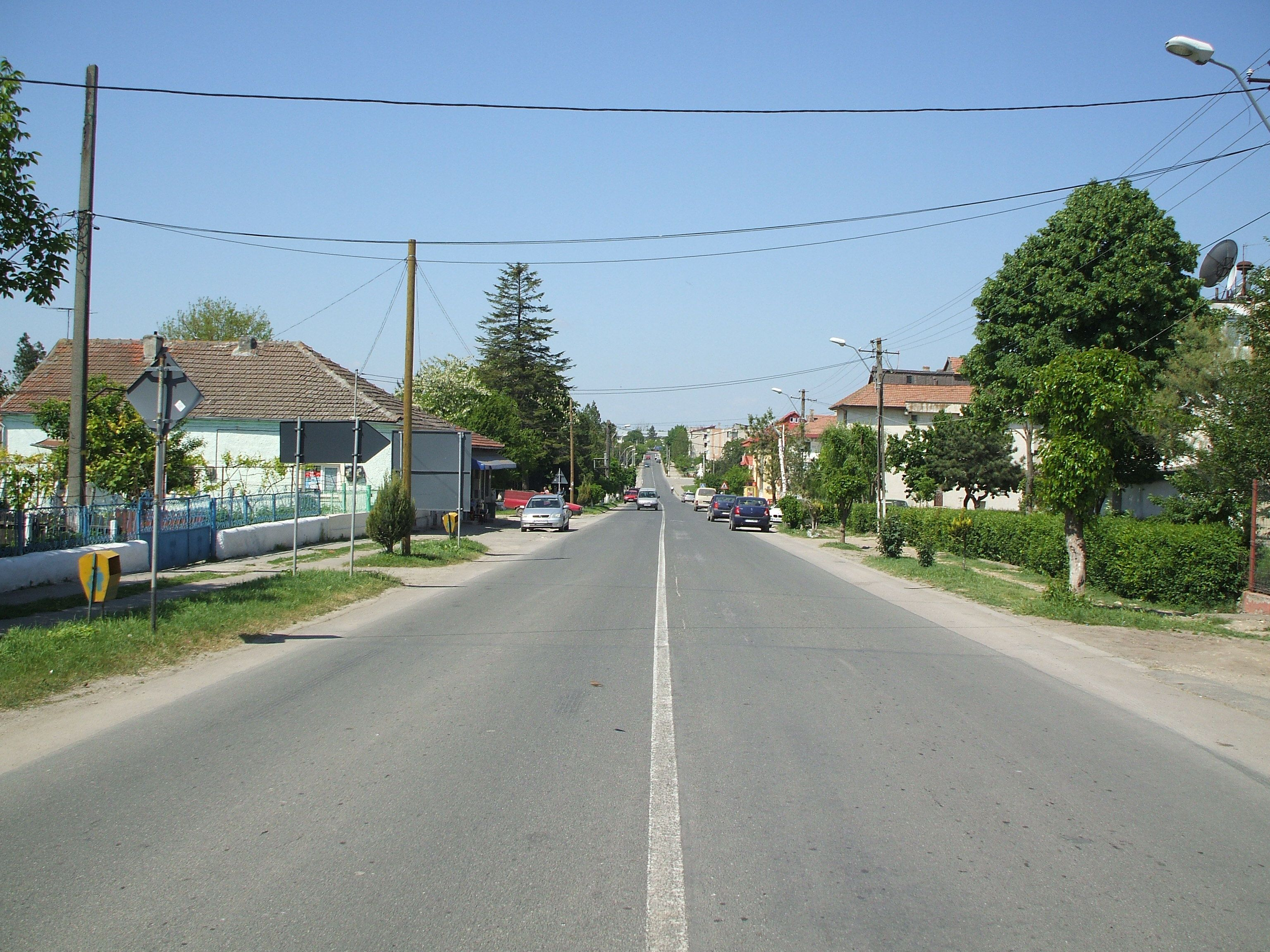

內格魯大公鄉是羅馬尼亞的城鎮，位於該國東南部，距離首府康斯坦察55公里，由康斯坦察縣負責管轄，面積164.9平方公里，海拔高度150米，2012年人口5,428，大多數居民信奉東正教。